# Laurent Dauthuille
Laurent Dauthuille (* 20. Februar 1924 in Chaumont, Frankreich; † 10. Juli 1971) war ein französischer Boxer.

## Werdegang
Laurent Dauthuille wuchs in dem Pariser Vorort Buzenval auf und begann dort als Jugendlicher mit dem Boxen. Sein größter Erfolg als Amateur war der Gewinn der französischen Meisterschaft 1944 im Weltergewicht. Am 17. September 1944 bestritt er seinen ersten Kampf als Berufsboxer. Er besiegte dabei in Paris Leon Thiebault in der 2. Runde durch techn. KO. Binnen eines guten Jahres hatte sich Laurent Dauthuille in der Berufsboxerszene soweit nach vorne gekämpft, dass er in der europäischen Rangliste Mitte 1946 erstmals unter den zehn besten Boxern im Mittelgewicht auftauchte. In erster Linie hatten das sein KO-Sieg in der 2. Runde über Assane Diouf am 4. November 1945 in Paris und sein KO-Sieg in der 3. Runde über den Niederländer Luc van Dam am 9. April 1946 in Paris bewirkt. Bis zum Herbst des Jahres 1947 hatte er 27 Kämpfe bestritten, von denen er nur zwei verlor. Er hatte zwischenzeitlich den Spitznamen "Tarzan von Buzenval" erhalten.
Am 27. Oktober 1947 verlor Laurent Dauthuille dann in Paris gegen Robert Villemain nach Punkten. Dieser Niederlage folgte am 24. Januar 1947 in Brüssel eine weitere Punktniederlage gegen den Belgier Cyrille Delannoit. Bereits einen Monat später, am 28. Februar 1948 verlor er erneut gegen Delannoit nach Punkten und schließlich verlor er am 14. Mai 1948 in Paris auch die Revanche gegen Robert Villemain nach Punkten. Bei diesen Kämpfen ging es darum den Herausforderer für den amtierenden Europameister Marcel Cerdan zu ermitteln. Durchgesetzt hat sich dabei Robert Villemain.
Nach einer weiteren Niederlage gegen den italienischen Meister Tiberio Mitri am 22. Oktober 1948 in Paris sah Laurent Dauthuille keine Chancen mehr in Europa im großen Boxgeschäft zu bleiben und ging nach Kanada, wo John Crombeck sein neuer Manager wurde. Am 6. Dezember 1948 kämpfte er erstmals in Montreal und besiegte den Kanadier Pete Zaduk nach 10 Runden nach Punkten. Am 21. Februar 1949 gelang ihm dann in Montreal ein Sensationssieg über den Weltranglistenersten im Mittelgewicht, dem US-Amerikaner Jake LaMotta. Das Urteil der drei Punktrichter fiel dabei einstimmig und überlegen für Laurent Dauthuille aus. Einen Rückschlag musste er am 21. November 1949 in Montreal hinnehmen, als er gegen den Kubaner Kid Gavilán nach 10 Runden einstimmig nach Punkten verlor. Dass Kid Gavilán aber ein ausgezeichneter Mann war, bewies er wenig später, als er Weltmeister im Weltergewicht wurde.
Diese Niederlage machte Laurent Dauthuille zu Beginn des Jahres 1950 durch Siege über die Ranglistenboxer Charley Zivic, Steve Belloise und den Portorikaner Tuzo Portoguez wieder wett. Am 13. September 1950 erhielt er deshalb die Chance in Detroit gegen Jake LaMotta um die Weltmeisterschaft im Mittelgewicht zu boxen, der inzwischen Nachfolger des bei einem Flugzeugabsturz ums Leben gekommenen Weltmeisters Marcel Cerdan geworden war. In diesem Kampf führte Laurent Dauthuille bis wenige Sekunden des auf 15 Runden angesetzten Kampfes auf den Zetteln aller drei Punktrichter klar nach Punkten, als LaMotta ein Glücksschlag gelang, mit dem er den Kampf 13 Sekunden vor Ende durch KO gewann.
Nach dieser Niederlage kämpfte Laurent Dauthuille abwechselnd in Europa und in Kanada. Am 9. Juni 1951 erzielte er dabei in Paris gegen Robert Villemain ein hochverdientes Unentschieden und schlug am 22. August 1951 in Montreal den US-Amerikaner George Hairston nach Punkten. Am 21. April 1952 musste er in Paris gegen Charles Humez eine Punktniederlage hinnehmen und am 17. November 1952 bestritt er schließlich den letzten Kampf in seiner Boxerkarriere, der mit einer technischen KO-Niederlage in der 2. Runde gegen seinen französischen Landsmann Mickey Laurent endete.
Obwohl Laurent Dauthuille in seiner Profilaufbahn nie einen Meistertitel gewann, war er doch unzweifelhaft in den Jahren 1949 und 1950 einer der besten Mittelgewichtler der Welt. Letztendlich fehlten ihm nur 13 Sekunden bis zum Gewinn des Weltmeistertitels.
Laurent Dauthuille, der nach seiner Boxerkarriere in Paris lebte, ist schon im Alter von 47 Jahren verstorben.